# Кляшторний Костянтин Вілійович
Костянти́н Ві́лійович Кляшто́рний (нар. 13 лютого 1971, Коростень, Житомирська область) — український джазовий саксофоніст, композитор, продюсер. З 2000 року проживав в Нідерландах. З 2009 року живе і працює в Німеччині.

## Життєпис
Народився в місті Коростені Житомирської області. Наймолодший з трьох дітей, отримав чудову освіту та виховання у родині. Його батько Вілій Акимович Кляшторний був інженером, а мама Алла Василівна Авраменко (Кляшторна) вчителькою. Коли йому було 9 років, його мати, помітивши ранні музичні здібності та сподіваючись розкрити талант та любов до мистецтва, взяла Костянтина до місцевої музичної академії, поблизу своєї школи.
Він успішно склав тест на здібності, був прийнятий і почав навчання у групі духових інструментів по класу кларнета. У 13 років, ще в академії, він сам взявся грати на саксофоні. У 14 років Костянтин закінчив школу і почав навчатися в Київському державному вищому музичному училищі імені Р. М. Глієра.
Після закінчення училища став учасником квартету «Джаз вуйко бенд» під керівництвом Петра Пашкова, разом з яким брав участь у різноманітних фестивалях в Києві, Львові, Одесі, Донецьку, Кривому Розі, а також у Вітебську («Слов'янський базар») і Будапешті («Jazz Rock Jamboree»). В той час співпрацював з Таїсією Повалій.
1994—2000 жив у Латинській Америці, де вивчав латинські музичні стилі.
З 2000 року — в Нідерландах, де закінчив консерваторії в Роттердамі й Гаазі. А через 8 років з Нідерландів переїхав до Німеччини, де і зараз живе активним творчим життям і працює над новими джазовими композиціями.
Співпрацював з Еріком Марієнталем (англ. Eric Marienthal), Діонн Ворвік, Соледад Браво (англ. Soledad Bravo), Бьєлем Да Коста (італ. Biella Da Costa), Оскаром Де Леон (ісп. Oscar de Leon) та ін.

## Альбоми
- 2004 — «Downtown»[2]
- 2006 — «Led By You»
- 2007 — «Saxing Up — Bee Gees — Love Songs»
- 2008 — «Smoothing»
- 2011 — «Smooth Jazz I»; «Smooth Jazz II»
- 2016 — «Smooth Jazz III»
- 2017 — «Smooth Jazz IV»
- 2020 — «7 x 7»
- Chillaxing Jazz KolleKtion: 2011 — Groove Jazz N Chill #1; 2012 — Groove Jazz N Chill #2[3]… (колекція із семи альбомів)
- Kool&Klean: 2010 — Volume I; 2011 — Volume II; 2012 — Volume III; 2013 — Volume IV; 2014 — Volume V; 2016 — Volume VI (колекція з дев'яти альбомів)